# Cyphomyrmex bicornis
Cyphomyrmex bicornis är en myrart som beskrevs av Auguste-Henri Forel 1896. Cyphomyrmex bicornis ingår i släktet Cyphomyrmex och familjen myror. Inga underarter finns listade i Catalogue of Life.